# Кръстословица
Кръстословицата (буквално думи на кръст) е най-разпространената в света игра с думи. За неин изобретател е смятан английско-американският журналист Артър Уин, който на 21 декември 1913 г. публикува първата кръстословица във вестник Ню Йорк Уърлд.
Дадени са определенията на думите в текстов формат. По тях трябва да се познаят самите думи, които се попълват в празна таблица хоризонтално и вертикално, а отделните букви почти винаги са общи за две различни думи. Във всяко отделно квадратче се попълва само по 1 буква. Квадратчетата, където трябва да се постави първата буква на думите, са номерирани или (при кръстословици в едър мащаб) в тях се вписва значението на търсената дума.
Има много специализирани и неспециализирани печатни издания, които публикуват кръстословици. Съществуват и електронни кръстословици, които могат да се решават онлайн.